# HD164827
HD164827 — хімічно пекулярна зоря спектрального класу
A0 й має видиму зоряну величину в смузі V приблизно  9,2.

## Пекулярний хімічний склад
Зоряна атмосфера HD164827 має підвищений вміст 
Cr
.